# Bouquehault
Bouquehault is een gemeente in het Franse departement Pas-de-Calais (regio Hauts-de-France) en telt 686 inwoners (2008). De plaats maakt deel uit van het arrondissement Calais.

## Naam
De plaatsnaam heeft een Oudnederlandse herkomst. De oudste vermelding is van 1084 als Buchout. Het betreft een samenstelling van de woorden beuk (oude vorm is buoka) en hout (bos of woud). De naam Bouquehault staat dus voor "beukhout". De huidige Franstalige plaatsnaam is hiervan een fonetische nabootsing.

## Geografie
De oppervlakte van Bouquehault bedraagt 8,0 km², de bevolkingsdichtheid is 77,3 inwoners per km².

## Kaart
De onderstaande kaart toont de ligging van Bouquehault met de belangrijkste infrastructuur en aangrenzende gemeenten.

## Demografie
Onderstaande figuur toont het verloop van het inwonertal (bron: INSEE-tellingen).